# Àxel Sanjosé
Àxel Sanjosé (* 17. Juni 1960 in Barcelona) ist ein deutsch-katalanischer Lyriker.

## Leben und Werk
Àxel Sanjosé zog 1978 nach München, wo er Germanistik studierte und heute für das Designbüro KMS tätig ist. Seit 1988 ist er darüber hinaus Lehrbeauftragter am Institut für Allgemeine und Vergleichende Literaturwissenschaft der Ludwig-Maximilians-Universität München. Neben seiner oft als hermetisch bezeichneten Lyrik schreibt er auch komische Lyrik, die u. a. im Satiremagazin Titanic veröffentlicht wurde. Darüber hinaus übersetzt er Lyrik aus dem Katalanischen und Spanischen, 2023 erhielt er für die Übertragung einer Werkauswahl von Joan Maragall den Internationalen Ramon-Llull-Preis für literarische Übersetzung

## Einzeltitel
- Gelegentlich Krähen. Gedichte. Landpresse, Weilerswist 2004, ISBN 978-3-935221-36-8; Neuauflage: Rimbaud Verlag, Aachen 2015, ISBN 978-3-89086-363-4.
- Anaptyxis. Gedichte. Rimbaud Verlag, Aachen 2013, ISBN 978-3-89086-418-1.
- Das fünfte Nichts. Gedichte. Rimbaud Verlag, Aachen 2021, ISBN 978-3-89086-423-5.
- Lebensmittellyrik. Nebst einem Anhang mit Büroartikellyrik. Edition Melos, Wien 2021, ISBN 978-3-9519842-7-8.[4]
- Res de nou al no-res [katalanisch]. Edicions 96, La Pobla Llarga 2023, ISBN  978-84-19149-67-1.

## Übersetzungen
- Enric Casasses, Eduard Escoffet, Arnau Pons, Víctor Sunyol: vier nach. Katalanische Lyrik nach der Avantgarde. Lyrik Kabinett, München 2007, ISBN 978-3-938776-09-4.
- Pere Gimferrer: Els Miralls. L'espai desert. / Die Spiegel. Der öde Raum. Gedichte. Hanser, München 2007, ISBN 978-3-446-20966-4.
- Salvador Espriu: Llibre de Sinera / Buch von Sinera. [Auszüge], In: Sirene 7, 1993 und "Cançons de la roda del temps" / "Lieder vom Rad der Zeit" [Zyklus], In: Akzente. Heft 6, 2013.
- Feliu Formosa: Eine Ungeduld lang [Gedichte-Querschnitt], In: Akzente. Heft 4, 2010.
- Carles Rebassa: Gedichte. Hochroth Verlag, Berlin 2010.
- Joan Vinyoli: Gedichtauswahl In: Sprache im technischen Zeitalter. Nr. 212, Dezember 2014.
- Màrius Torres: Poesies / Gedichte. Rimbaud Verlag, Aachen 2019, ISBN 978-3-89086-306-1.
- Joan Maragall: Der Pinien Grün, des Meeres Blau. Gedichte katalanisch/deutsch. Ausgewählt, übertragen und mit einer Einführung von Àxel Sanjosé. Stiftung Lyrik Kabinett, München 2022, ISBN 978-3-938776-58-2.
- Joan Fuster: Aphorismen. Peter Lang Verlag, Berlin, Brüssel, Chennai, Lausanne, New York, Oxford 2025, ISBN 978-3-631926-49-9.